# Szlachecka (Uników Poduchowny)
Szlachecka – część wsi Uników Poduchowny w Polsce, położona w województwie łódzkim, w powiecie sieradzkim, w gminie Złoczew. Wchodzi w skład sołectwa Uników.
W latach 1975–1998 Szlachecka administracyjnie należała do województwa sieradzkiego.